# 皮利坦洛爾湖
皮利坦洛爾湖是俄羅斯的湖泊，由秋明州負責管轄，面積98.8平方公里，集水區面積163平方公里，湖水主要來自融雪，每年十月至翌年五月結冰。
61°43′06″N 73°21′36″E / 61.718277°N 73.360068°E